# Litra ABs
Litra ABs er en dansk type styrevogn, der tilhører DSB. Vognene er udformet som toetagers personvogne (dobbeltdækkervogne) med 1. klasse foroven og flexrum med klapsæder og plads til cykler forneden. Der er anskaffet 25 vogne fordelt på 14 fra 2002 og 11 fra 2009. De er bygget på Bombardiers fabrik i Görlitz, Tyskland.
Styrevognene indgår i tog sammen med tilsvarende dobbeltdækkervogne med 2. klasse, litra B og Bk. De kører til dagligt på Kyst-, Syd- og Vestbanen med elektriske lokomotiver af litra EB. Styrevognene er altid i den ende af togene, der vender mod Helsingør.

## Strækninger
- Helsingør - Nivå - Østerport Station - København H - Roskilde - Ringsted - Næstved